# Janez Krstnik Verbetz
Janez Krstnik Verbetz, ljubljanski župan in lekarnar, * ~1559, † 9. oktober 1639, Ljubljana.   
Janez Krstnik Verbec-starejši (v starih listinah je priimek zapisan tudi: Verbez, Verbetz, Verwez, Verbiz, Verbezius, Verbitius) izhaja iz znane ljubljanske rodbine zdravnikov, lekarnarjev in renesančnih mislecev. Bil je višji špitalski mojster, višji mestni blagajnik, leta 1623 pa prvič župan Ljubljane. Županske naloge je opravljal do srede leta 1624, od oktobra 1625 do julija 1626 (ko je umrl takratni župan Janez Krstnik Bernardini), ter v letih 1626, 1627 in 1628.